# Treilles
Treilles (okzitanisch Trelhas) ist eine Gemeinde mit 263 Einwohnern (Stand 1. Januar 2022) in Frankreich. Sie liegt im Département Aude in der Region Okzitanien. Treilles ist Teil des Gemeindeverbands Le Grand Narbonne und liegt innerhalb der Region Corbières maritimes.
Die Einwohner der Gemeinde heißen Treillois.

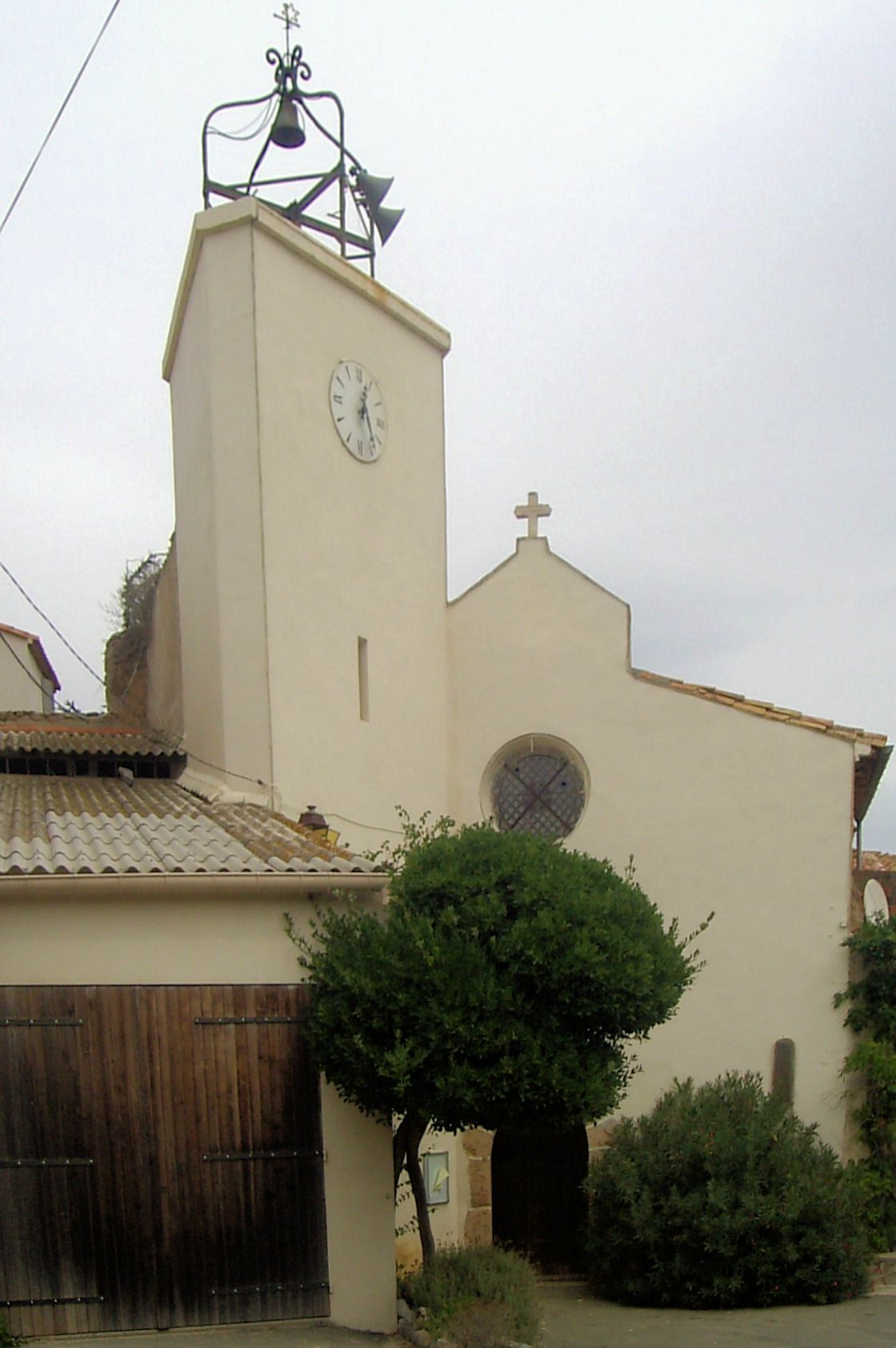
Kirche St. Andreas
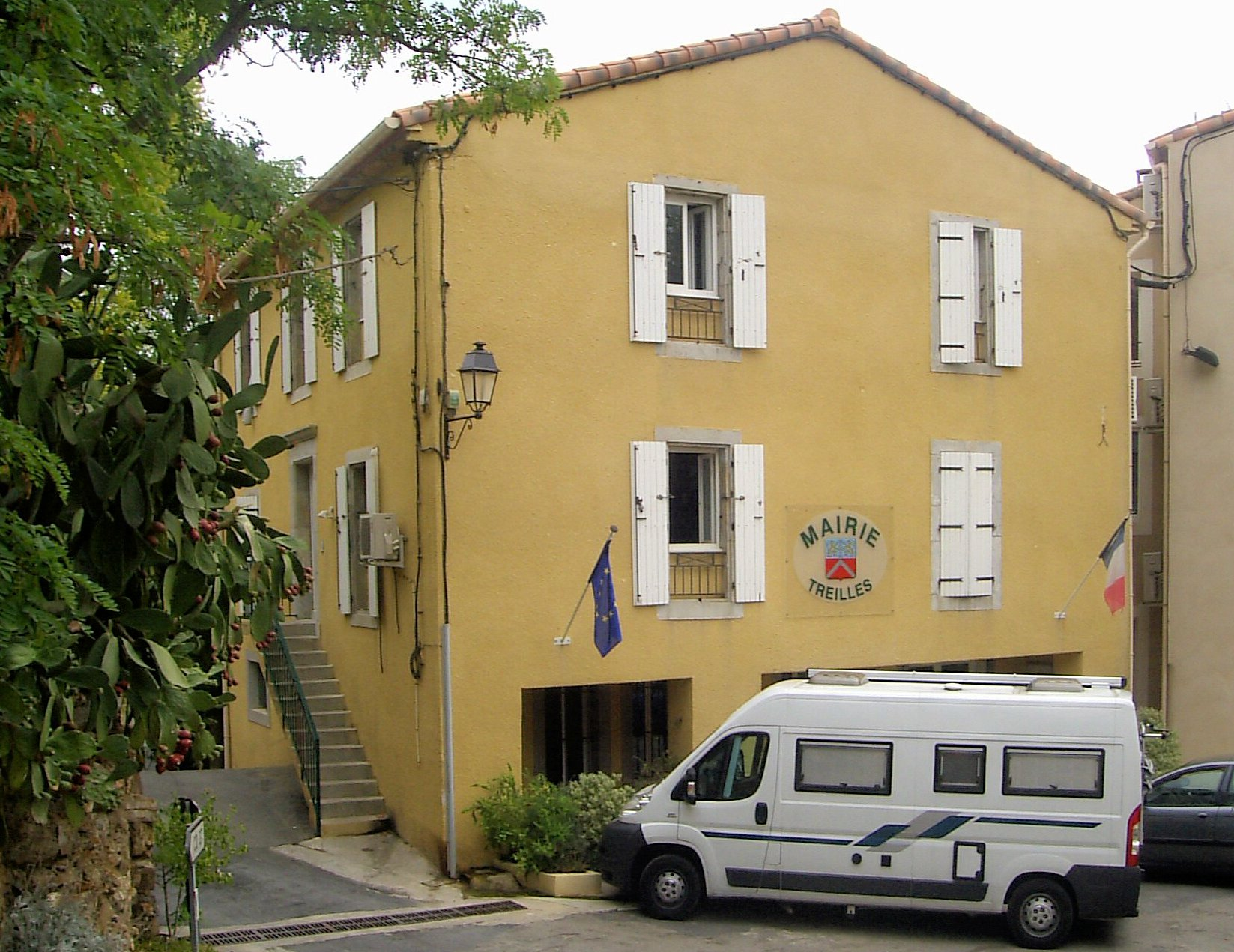
Rathaus

## Bevölkerungsentwicklung
| Jahr      | 1962 | 1968 | 1975 | 1982 | 1990 | 1999 | 2007 | 2016 |
| --------- | ---- | ---- | ---- | ---- | ---- | ---- | ---- | ---- |
| Einwohner | 118  | 137  | 104  | 108  | 135  | 163  | 180  | 246  |

## Weinbau
Ein Teil der landwirtschaftlichen Flächen dient dem Weinbau und die Weinberge liegen innerhalb der geschützten Herkunftsbezeichnungen Corbières und Muscat de Rivesaltes. Darüber hinaus dürfen die Weine unter dem Namen der Landweine Vin de Pays des Coteaux du Littoral Audois sowie Vin de Pays d’Oc vermarktet werden.